# Rhyothemis
Rhyothemis (лат.) — род стрекоз из семейства настоящих стрекоз (Libellulidae).

## Описание
Стрекозы средних размеров. Глаза соприкасаются на небольшом промежутке. На втором и третьем сегментах брюшка имеется по одному поперечному ребрышку. Крылья окрашенные.

## Ареал
Род объединяет около 24 видов. Распространен широко по Меридиональному царству, отсутствуя только в Неотропической области. В Австралийской области 5 видов. В Эфиопской области 6 видов, которые или широко распространены, или эндемичны для Мадагаскара. Наиболее богат видами род в Ориентальной области. Здесь известно как минимум 13 видов. Обращает внимание, что большая их часть встречается на островах и меньшая на континенте, но отсутствуют виды, которые были бы только на континенте.

## Виды
- Rhyothemis amaryllis Selys, 1878
- Rhyothemis aterrima Selys, 1891
- Rhyothemis braganza Karsch, 1890
- Rhyothemis cognata (Rambur, 1842)
- Rhyothemis fulgens Kirby, 1889
- Rhyothemis fuliginosa Selys, 1883
- Rhyothemis graphiptera (Rambur, 1842)
- Rhyothemis hurleyi Tillyard, 1926
- Rhyothemis imperatrix Selys, 1887
- Rhyothemis mariposa Ris, 1913
- Rhyothemis notata (Fabricius, 1781)
- Rhyothemis obsolescens Kirby, 1889
- Rhyothemis phyllis (Sulzer, 1776)
- Rhyothemis plutonia Selys, 1883
- Rhyothemis princeps Kirby, 1894
- Rhyothemis pygmaea (Brauer, 1867)
- Rhyothemis regia (Brauer, 1867)
- Rhyothemis resplendens Selys, 1878
- Rhyothemis semihyalina (Desjardins, 1832)
- Rhyothemis severini Ris, 1913
- Rhyothemis splendens Fraser, 1955
- Rhyothemis triangularis Kirby, 1889
- Rhyothemis variegata (Linnaeus, 1763) -
- Rhyothemis vidua Selys, 1878

- Rhyothemis fuliginosa
- Rhyothemis fenestrina
- Rhyothemis variegata
- Rhyothemis braganza
- Rhyothemis graphiptera
- Rhyothemis fuliginosa
- Rhyothemis triangularis